# Friedrich Hustedt
Friedrich Hustedt (Brema, 1866 – 1º aprile 1968) è stato un biologo e docente tedesco.

## Biografia
Nacque a Brema, in Germania. Insegnò a scuola per 32 anni, nel 1924 diventando il preside della scuola di Hauffstraße a Brema. Inizialmente Hustedt perseguiva il suo interesse per le diatomee come hobby, ma la sua posizione nella comunità scientifica crebbe rapidamente; così, nel 1939, lasciò la scuola per studiare a tempo pieno le diatomee. Descrisse più di 2000 diatomeumi e alla fine accumulò la più grande raccolta di diatomee private al mondo che attualmente si trova presso l'Istituto Alfred Wegener per la ricerca marina e polare a Bremerhaven, in Germania.
Il generale fisiologico Hustedtia and Hustedtiella prese il suo nome.